# Kreuzkirche (Lübeck)

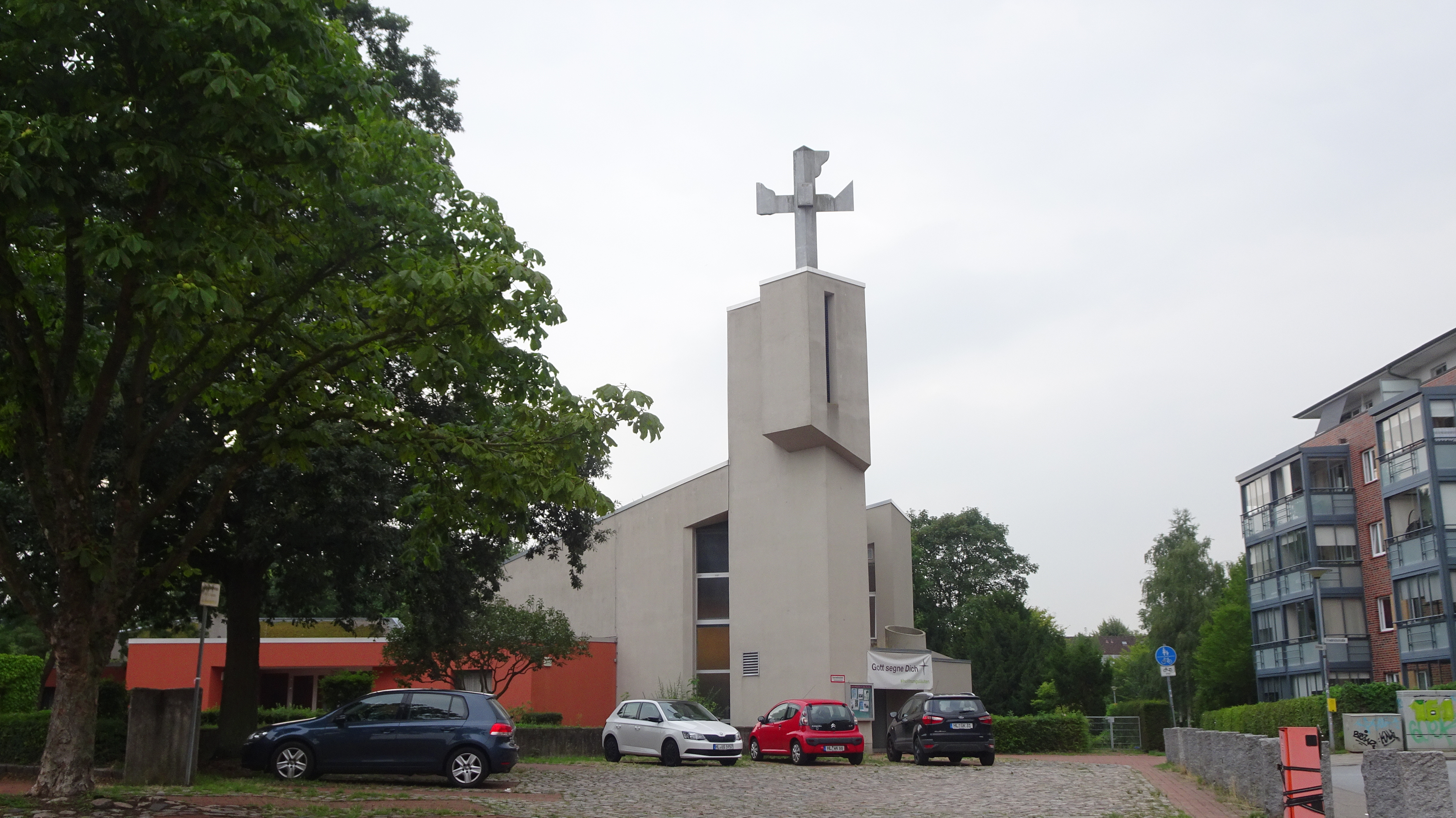
Kreuzkirche

Die evangelisch-lutherische Kreuzkirche ist ein Kirchengebäude im Stadtteil St. Jürgen in Lübeck. Die Kirche wurde in den Jahren 1969 bis 1971 errichtet. 2022 beschloss die Kirchengemeinde St. Jürgen aufgrund der wirtschaftlichen Rahmenbedingungen und wegen Mitgliederschwund die Profanierung und den Verkauf des Gebäudes.

## Geschichte
Ein eigenes Gemeindezentrum um die Kreuzkapelle, aus der die Kreuzkirchengemeinde 1956 hervorging, hatte sich im westlichen Teil von St. Jürgen entwickelt. Zwischen 1969 und 1971 wurde das heutige Kirchengebäude mit neuem Gemeindezentrum, Gemeindehaus, Pastorat und Küsterwohnung nach Plänen des Hamburger Architekten Friedhelm Grundmann an der Billrothstraße errichtet, weil die bestehende Kapelle den Bedarf nicht mehr decken konnte. Die Einweihung erfolgte am 16. Mai 1971. Der Baustil dokumentiert architektonischen Mut im nachindustriellen Zeitalter. Der Innenraum wirkt nüchtern und die Gemeinde sitzt im Halbrund vor Kanzel und Altar. Hier entstand damals durch die damals moderne, aber ungewöhnliche Betonbauweise eines der modernsten Gemeindezentren Lübecks. Für die Arbeit mit jungen und alten Menschen bot das behindertengerecht gebaute Gemeindezentrum von Anfang an gute Möglichkeiten. 1983 wurde der Turm mit einem plastisch gestalteten Kreuz aus Aluminium bekrönt, dieses wurde von dem Bildhauer Hans Kock entworfen, das Kreuz ist aus jeder Perspektive als Kreuz sichtbar.

### Fusion mit der Kirchengemeinde St. Jürgen
Aufgrund von rückläufigen Kirchenmitgliederzahlen in den Kirchengemeinden des Stadtteils fusionierte im Jahr 2002 die Kirchengemeinde St. Jürgen mit der Gemeinde St. Augustinus zur Kirchengemeinde St. Jürgen. Im Jahr 2005 schloss sich die Kreuzkirchengemeinde mit der Kirchengemeinde St. Martin mit dieser zusammen. Nach zweijähriger Planungszeit stellte der Kirchengemeinderat im Oktober 2022 ein neues Gebäudekonzept vor, das vorsieht, die Kreuzkirche und die St.-Augustinus-Kirche zu profanieren und die Immobilien (Gemeindehaus, Küsterwohnung und Pastorat) in der Billrothstraße zu verkaufen.

## Orgel

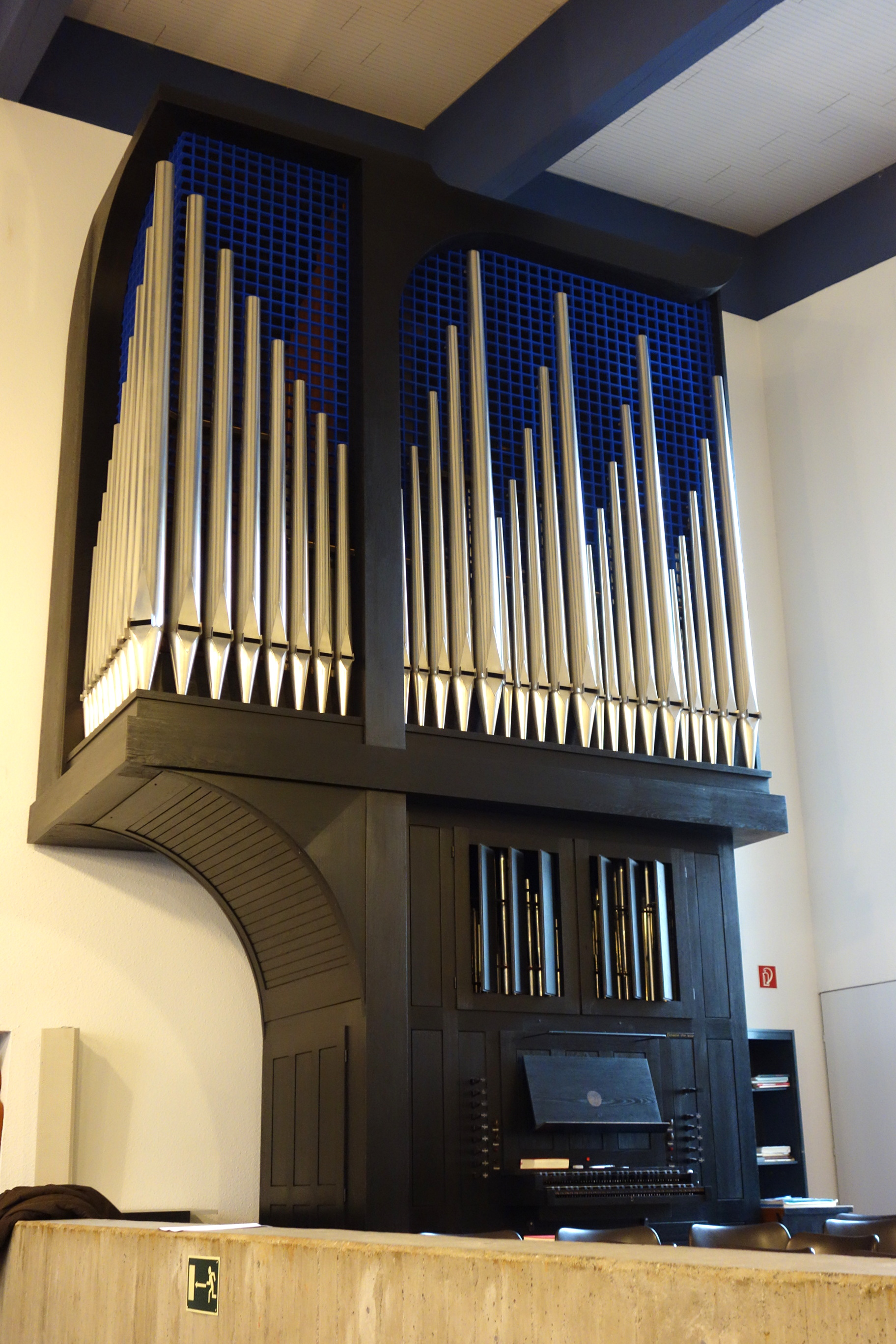
Orgel

Die Orgel ist ein Werk der Orgelbaufirma Klaus Becker aus Kupfermühle aus dem Jahr 1974 mit 14 Registern auf zwei Manualen und Pedal. Sie befindet sich auf einer für den Chor vorgesehenen Erhöhung vorn auf der rechten Seite. Standort und Äußeres wurden vom Architekten Friedhelm Grundmann entworfen. Die Disposition lautet:
| I Hauptwerk C–g3 |            |        |
| 1.               | Spitzflöte | 8′     |
| 2.               | Prinzipal  | 4′     |
| 3.               | Quinte     | 2 ⁄3′  |
| 4.               | Gemshorn   | 2′     |
| 5.               | Terz       | 1 3⁄5′ |
| 6.               | Mixtur     | IV     |
|                  | Tremulant  |        |

| II Brustwerk (schwellbar) C–g3 |           |       |
| 7.                             | Gedackt   | 8′    |
| 8.                             | Rohrflöte | 4′    |
| 9.                             | Principal | 2′    |
| 10.                            | Quinte    | 1 ⁄3′ |
| 11.                            | Krummhorn | 8′    |
|                                | Tremulant |       |

| Pedal C–f1 |          |     |
| 12.        | Subbaß   | 16′ |
| 13.        | Gemshorn | 8′  |
| 14.        | Schalmei | 4′  |

- Koppeln: II/I, I/P, II/P
- Traktur: Schleifladen, vollmechanisch
- schwarze Unter-, weiße Obertasten

## Glocke
Im Betonturm hängt eine Glocke, die von dem Glockengießer Friedrich Wilhelm Schilling in Heidelberg gegossen wurde.
| Nr. | Schlagton | Gewicht (kg) | Gießer, Gussort            | Gussjahr |
| --- | --------- | ------------ | -------------------------- | -------- |
| 1   | b1        | 562          | F. W. Schiling, Heidelberg | 1971     |